# キヌガサタケ
キヌガサタケ（衣笠茸、学名: Phallus indusiatus ）はスッポンタケ目スッポンタケ科スッポンタケ属に属するキノコの一種である。和名の由来は、白いレース状に広げた被膜を、古代の高貴な人の差し掛けた衣笠に見立てたことによる。純白のドレスを纏ったかのような美しい姿から「キノコの女王」とも呼ばれる。

## 分布
日本（全土）・中国・北米・オーストラリアなどに分布するとされているが、近縁種との混同がしばしば生じていることから、分布域はややあいまいである。かつては熱帯性と思われていたが、日本では北海道でも確認されている。
埼玉県・三重県においては、本種はレッドデータリストに収録され、準絶滅危惧種としてランクづけられている。また、愛媛県においては絶滅危惧Ⅱ類、千葉県では「保護を要する生物」、栃木県では「要注目種」としてレッドデーターリストに加えられている。

## 形態
子実体は初めは鶏卵のような球体として地上に出現し、その径5 - 8センチメートル (cm) 程度、外面はやや厚くて白色の殻皮外層で覆われ、手触りには弾力があり、底部に太いひも状～根状の（根状菌糸束）を備えることが多い。白い外皮の内部には、黄褐色・半透明でゼラチン状の厚い殻皮中層が発達し、さらにその内部に、薄くて丈夫な膜質の殻皮内層に包まれた基本体が形成される。基本体は帯褐緑色を呈し、拡大鏡下では無数の迷路状の空隙を有し、その内面に担子器が発達する。基本体は薄くて釣鐘状を呈する傘の表面を覆い、さらにかさに包み込まれるようにして基本体を高く持ち上げる托が発達している。
充分に成熟すると、球状のつぼみの先端が大きく裂けて開き、基本体を乗せた傘の先端が現れ、さらに托がすみやかに伸長する。托の先端部は、傘の頂端にある円盤状の開口部に突出している。托の伸びが限界に達したところで、傘の下端と托の基部付近をつないでいた殻皮内層が切れ、それに引き出されるようにして、かさの内面に折りたたまれていた菌網（indusium）と呼ばれるレース状の附属器官が伸び始める。菌網が充分に伸長し終わると、基本体は自己消化しはじめ、最終的には胞子を含んだ粘液（グレバ）となって、傘の表面を覆う。粘液化した胞子塊は帯オリーブ褐色を呈し、一種の悪臭がある。
降雨などによって粘液化した基本体が洗い流されてしまうと、多数の網目状のくぼみを備えたかさの地肌が露出する。なお、幼い子実体を包んでいた殻皮は、成熟した子実体の托の基部を包む袋状の「つぼ」となって残る。充分に成熟した子実体では、全体の高さは10 - 20 cm、径は3 - 4 cmになる。
胞子は顕微鏡下では長楕円形でほぼ無色、表面は平滑で大きさ3.0-4.5×1.5-2.0μｍである。

## 生態
腐生菌（腐生性）。梅雨時期および秋の2期分けて、特に竹林の地上を好んで発生することで知られる。マダケよりもモウソウチクの竹林のほうが見かける機会が多いと言われている。子実体の生長がとても早く、成熟して朝に白い球形の幼菌が割れると、2 - 3時間ほどで傘と柄が生長して完全な姿となり、その後数時間で腐ってしまう。
多くのキノコと異なり、本種の胞子の分散は風によらず、胞子を含む粘液（グレバ）が放つ異臭がハエなどの昆虫や陸棲貝類などの小動物を引き寄せて胞子を運んでもらうことで繁殖していく。日本ではタテハチョウ・シデムシ・ナメクジなどがキヌガサタケの胞子塊を舐めたり、托や菌網をかじったりすることが知られている。また、キヌガサタケの胞子塊そのものに直接に触れることはまれであるにもかかわらず、ショウジョウバエ類では一匹あたり35,000 - 240,000個、イエバエの類では同じく1,700,000個の胞子が、胃の内容物として検出された例がある。
当然ながら、降雨による胞子分散もあり得る。

## 分類学

### 分類位置の変遷
1798年、フランスの植物・菌学者エティエンヌ・ピエール・ヴァントナによって、スッポンタケ属の新種として記載された。その後（1809年）、著しく発達して目を引く菌網の存在によってスッポンタケ属と区別され、同じくフランス人の Desvaux によって独立したキヌガサタケ属に移され、Dictyophora indusiata の学名が長らく当てられてきた。しかし最近では、菌網を形成するかどうかは二次的な相違であり、分類学的に属を区別するほどの重要形質ではないという意見があり、再びスッポンタケ属に移されている。

### 類似種

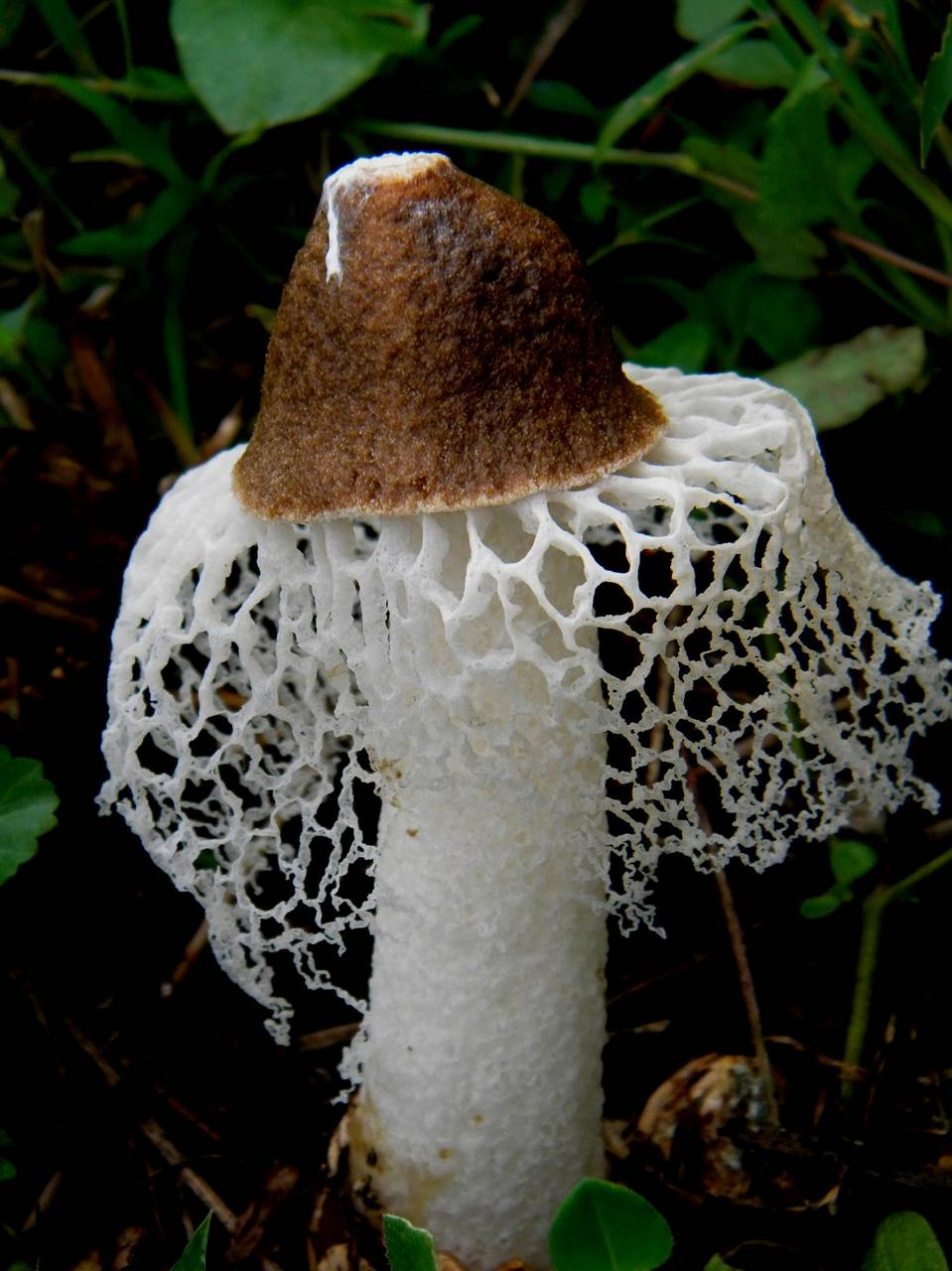
類似種のPhallus merulinus。傘の表面が本種より滑らかであり、菌網も短い。

アカダマキヌガサタケは、幼い子実体全体を包む殻皮外層が帯褐暗赤色～暗赤紫色を呈し、菌網の網目がより粗雑なものであるが、少なくとも日本では、ながらく真のキヌガサタケと混同されていた。いっぽう、マクキヌガサタケは菌網がより短く貧弱で、竹林よりも林内地上を好み、真のキヌガサタケが少ない針葉樹林などでも見出される。日本での分布は確認されていないが、外観がよく似たものとしてはPhallus merulinus が記載されており、かさの表面に発達するくぼみが真のキヌガサタケに比べて発達せず、不明瞭なしわ状をなすことで区別されている。
キヌガサタケに似て、かさの地肌・菌網・柄などがさまざまな色を帯びる種類もいくつか存在しており、日本ではウスキキヌガサタケがよく知られている。

## 生長のスピード
子実体の伸長が非常に速いことで有名で、卵状の幼菌（つぼみ）の頂端が裂開し始めてから托が伸び、さらに菌網が展開するまでに2時間程度しかかからない。そのため、教育用動画の題材として用いられることがある（キヌガサタケの仲間の成長の動画）。托の伸長速度は1分間に2 - 4ミリメートル (mm) 、菌網の伸長速度は同じく1 - 3 mmに及ぶ。托の伸長は、その全長にわたって均一に進むのではなく、初めは托のなかほどで活発な伸長が起こり、次第に托の上方および下方での伸びが大きくなるとされている。さらに、托の伸長には中休みがあり、いったん伸長が鈍った時点で菌網の伸長が開始されるという。ただし、これは形態形成が幼い卵状の子実体の内部ですでに完了し、それが順次に展開するものであるから、厳密な意味で成長と同一視していいかどうかは議論の余地がある。
衣川によれば、じゅうぶんに伸長したキヌガサタケの托の細胞容積は、伸長開始前の細胞容積にくらべて、最大で35.9倍に増大すると報告されている。また、伸長開始前のキヌガサタケの細胞内にはグリコーゲンが検出されるが、伸長が進むにつれて減少し、かわって還元糖が増えてくるという。彼は、グリコーゲンの分解による細胞質内の溶質分子の増加が細胞質の浸透圧低下を妨げ、細胞の膨大を促進していると推定している。

## 利用
頂部にグレバと呼ばれる悪臭を放つ胞子液があるため、この頂部部分を切り落とし、マント（菌網）と柄の部分を湯がいてから調理する。中国ではツースンとよばれる高級食材となり、乾燥品も出回っているが、生鮮品のほうが数段美味しい。茹でると多少縮むが、弾力が出て歯触りが良くなる。柄の部分はシャリシャリした食感があり、他のキノコにはない味わいがあるという。酢の物、あんかけ、甘辛に煮付ける料理に利用し、チーズのような香りがする。広東料理や雲南料理でしばしば使われ、スープの具材としたり、中空の托の内部に詰め物を入れ、蒸し物に用いたりする。

## 栽培
食材として古くから珍重されていることから、人工栽培の試みも盛んに検討されてきた。中国では福建省（福安・建甌・寧徳など）で商業的な生産が行われており、粉砕した竹類の稈にキヌガサタケの種菌を接種し、菌糸がじゅうぶんに蔓延したのを見計らって土（未滅菌）で被覆するという栽培法を採用している。また、竹の小枝や枯れ葉・ダイズの茎や豆さや・トウモロコシの茎・ヤナギ類の葉なども栽培用培地として使用できるという。
日本でも、キヌガサタケの生理的特性や栽培条件に関する基礎的研究が行われている。托の内部組織を分離源として用いた実験では、キヌガサタケの菌糸は15～30℃の範囲で伸長が認められ、25℃前後でもっともよく生長するという。また35℃では伸長しないが、これを25℃の温度条件下に戻すと再び伸びはじめることから、生長は阻害されるが死滅することはないと推定されている。
岐阜県郡上市のキノコメーカーであるハルカインターナショナルが、商用人工栽培に成功したことを発表。